# Valdemar Mota
Waldemar Mota da Fonseca, più semplicemente noto come Valdemar Mota (Porto, 18 marzo 1906 – aprile 1966), è stato un calciatore portoghese, di ruolo centrocampista.

## Carriera
Esordì con la nazionale portoghese nel 1928 e vi militò per 6 anni raccogliendo 21 presenze.